# Heterococcus agropyri
Heterococcus agropyri är en insektsart som beskrevs av Savescu 1985. Heterococcus agropyri ingår i släktet Heterococcus och familjen ullsköldlöss.
Artens utbredningsområde är Rumänien. Inga underarter finns listade i Catalogue of Life.